# Weeksite
La weeksite è un minerale.
Il minerale prende il nome da Mary Dowse Weeks, mineralogista statunitense.

## Abito cristallino
Aciculare, a placche ed a pale.

## Origine e giacitura
Nelle vene di opale negli agglomerati di rioliti, come pure in arenarie e calcari.

## Forma in cui si presenta in natura
In aghi, in incrostazioni a placche ed a pale.

## Caratteristiche chimico-fisiche[1]
Il peso molecolare è 1028 grammomolecole.
La composizione chimica è:
- potassio: 4,18%
- bario: 4,00%
- calcio: 0,39%
- uranio: 48,58%
- silicio: 13,65%
- idrogeno: 0,27%
- ossigeno: 28,92%

Inoltre il minerale è composto per il 96,81% di composti dell'ossigeno tra cui:
- K2O 5,04%
- BaO 4,47%
- CaO 0,55%
- UO2 55,11%
- SiO2 29,20%
- H2O 2,45%

Indice fermioni: 0,01
Indice bosoni: 0,99
Indici di fotoelettricità:
- PE: 1266,86 barn/elettroni
- ρ: densità elettroni = 4588,88 barn/cc

Indici di radioattività:
- GRapi: 3658435,27
- Concentrazione di weeksite per unità GRapi: 273,34 (PPB)
- Il minerale ha una radioattività, come definito nel 49 CFR 173.403, maggiore di 70 Bq/gr

## Località di ritrovamento
Tra le varie località in cui è stata trovata la weeksite sono da citare la miniera di Thomas Range nello Utah e la miniera di Yavapaii Co. nell'Arizona (USA) nelle quali è stata ritrovata sotto forma di rosette di cristalli aciculari.